# IC 1525
IC 1525 је спирална галаксија у сазвјежђу Андромеда која се налази на листи објеката дубоког неба у Индекс каталогу.
Деклинација објекта је + 46° 53' 22" а ректасцензија 23h 59m 15,7s. Привидна величина (магнитуда) објекта IC 1525 износи 12,4 а фотографска магнитуда 13,2. IC 1525 је још познат и под ознакама UGC 12883, MCG 8-1-16, CGCG 548-20, CGCG 549-11, IRAS 23567+4636, PGC 73150.